# Hans Pollaene
Hans Pollaene (* 2. Juli 1938) war Fußballspieler in der DDR. Er spielte für den SC Aufbau Magdeburg und die BSG Lok Stendal in der DDR-Oberliga, der höchsten Spielklasse des ostdeutschen Fußballverbandes. 
Pollaene gehörte 1959 zu der Mannschaft des SC Aufbau Magdeburg, die erstmals den Aufstieg in die DDR-Oberliga schaffte. In der Erstligasaison 1960 gelang es dem 22-Jährigen jedoch nicht, nachhaltig in der 1. Mannschaft Fuß zu fassen, er kam nur zu acht Punktspieleinsätzen. 
Als Anfang 1961 der SC Potsdam als neues Leistungszentrum des DDR-Bezirkes Potsdam gegründet wurde, schloss sich Pollaene dessen Fußballsektion an, die mit ihrer 1. Mannschaft in der zweitklassigen DDR-Liga vertreten war. Hier spielte Pollaene bis zum Ende des Jahres 1963. Anschließend kehrte er in die Oberliga zurück, wo er für ein Jahr bei der BSG Lok Stendal aktiv war. Er wurde sofort zu Beginn der Rückrunde der Saison 1963/64 eingesetzt und bestritt elf der restlichen 13 Punktspiele. Er spielte zumeist im linken Mittelfeld, half aber auch als Stürmer oder Verteidiger aus. 1964/65 kam Pollaene nur am 3., 19. und 20. Spieltag zum Einsatz. 
Er kehrte daraufhin im Sommer 1965 nach Potsdam zurück, wo seine ehemalige Mannschaft SC Potsdam noch immer in der DDR-Liga spielte. Anfang 1966 wurde sie aus dem Sportklub ausgegliedert und der BSG Motor Babelsberg angeschlossen. Da Pollaene in diesem Schritt offensichtlich keine Perspektive für sich sah, verließ er zum Saisonende die Mannschaft wieder und schloss sich dem 1. FC Union Berlin an. Dort wurde er aber nur in der 2. Mannschaft eingesetzt, die in der drittklassigen Bezirksliga Berlin spielte. Nach nur einem Jahr wechselte Pollaene daraufhin erneut und spielte von der Saison 1967/68 an für die Berliner BSG Motor Köpenick. Gleich in seinem ersten Jahr stieg Pollaene mit den Köpenickern aus der DDR-Liga ab. 1972 gelang noch einmal für ein Jahr der Aufstieg, doch am Ende der Saison 1974/75 musste Pollaene 37-jährig in der drittklassigen Bezirksliga seine Fußball-Laufbahn beenden. 